# Lambda Velorum
λ Velorum (Lambda Velorum, kurz λ Vel) ist ein Riese der Spektralklasse K4 Ib-II. Er ist ein Veränderlicher, dessen scheinbare visuelle Helligkeit zwischen etwa 2,1 und 2,3 mag variiert. Damit ist er der dritthellste Stern im Sternbild Vela. Aus seiner Parallaxe von rund 6 Millibogensekunden ergibt sich eine Entfernung von rund 170 Parsec. Der Stern wird auch Suhail (von arabisch سهيل الوزن, DMG Suhail al-Wazn) genannt, ist aber nicht mit dem ebenfalls Suhail genannten Stern Gamma Velorum zu verwechseln.